# Coydalla interguttella
Coydalla interguttella är en fjärilsart som beskrevs av Walker 1864. Coydalla interguttella ingår i släktet Coydalla och familjen stävmalar. Inga underarter finns listade i Catalogue of Life.